# 데일리 노컷뉴스
데일리 노컷뉴스(Daily NocutNews)는 대한민국의 무료 일간지로, 2006년 11월 29일 창간되었다. CBS기독교방송의 멀티미디어 자회사이자 2003년 창간일부터 인터넷 노컷뉴스를 발행, 운영하고 있는 CBSi(현 CBS미디어캐스트)가 대주주였던 신문사다.
타블로이드 무료 일간 신문 데일리 노컷뉴스 신문은 CBS기독교방송의 손자회사인 (주)CBS노컷뉴스가 발행하였으나, 2014년 7월 15일 경영악화로 폐간하였다. 데일리 노컷뉴스는 그동안 자체 뉴스 콘텐츠와 CBS기독교방송 및 인터넷 노컷뉴스로부터 콘텐츠를 제공받아 왔다.

## 배포 지역
수도권 지역에서는 서울 지하철 1~8호선, 분당선, 인천 지하철 등의 전철역에서 배포되고 있다.

## 같이 보기
- CBS
- 노컷뉴스
- 메트로
- AM7
- 데일리줌
- 포커스신문
- 스포츠한국
- 시티신문
- 이브닝 (신문)